# Sociedad de Licenciados Médicos de Hong Kong
La Sociedad de Licenciados Médicos de Hong Kong (Sociedad de Licenciados, en chino: 香港執照醫生醫學會, en inglés: Medical Licentiate Society of Hong Kong, también como Licentiate Society o LMCHK SOC) es un independiente, cuerpo profesional sin ánimo de lucro, que representa doctores que sen han graduado de las escuelas médicas exteriores de Hong Kong y que han logrado (o están en el proceso de lograr) la licencia médica en Hong Kong. El grupo estuvo fundado en 2017 e incorporado en 2019. Tiene oficinas en Centrales, Hong Kong. Es la única organización incorporada  dedicad a tales doctores.

## De fondo
Los miembros se graduaron de las escuelas médicas exteriores de Hong Kong, lograron la licencia médica en su jurisdicción original, y entonces cumplieron los requisitos de calificación para registrar como practicante médico en Hong Kong.
Antes de que los médicos extranjeros se puedan registrar en Hong Kong, están requeridos lograr una licencia del Consejo Médico de Hong Kong (la calificación LMCHK). Para obtener la calificación requiere pasar un examen riguroso (el HKMLE) y un periodo de entrenar o experiencia de trabajo local. Los doctores LMCHK son así ambos licenciados y registrados en Hong Kong.
Antes del 1997, la gran mayoría de los doctores LMCHK se graduaron esquelas de medicine en China continental. Antes del 1997, el gobierno colonial eximió licenciados de los países de la Commonwealth de teniendo que sentar para un examen de autorizar o teniendo que servir formación adicional. Después del 1997, todos los doctores extranjeros estuvieron requeridos para ganar el LMCHK para registrar para practicar como médicos en Hong Kong. Consiguientemente, la diversidad geográfica y étnica de los doctores LMCHK ha aumentado particularmente en los últimos varios años.

## Historia
Los requisitos rigurosos para convertirse en un médico LMCHK han dado al grupo un vínculo común. Con el tamaño y la diversidad crecientes de los médicos de LMCHK después de 1997, creció el interés dentro de la comunidad de LMCHK para reunirse. Con este fin, hubo eventos sociales periódicos a lo largo de los años de 1997 a 2016. La Sociedad de Licenciados localiza su formación hasta el 15 de junio de 2017, cuando los médicos comenzaron un popular grupo de WhatsApp y comenzaron a reunirse regularmente.
En este mismo día, 11 miembros de la comunidad LMCHK tuvieron una reunión social. El grupo continuó creciendo y teniendo eventos sociales y otros acontecimientos. En agosto de 2019, los miembros llegaron al límite de 256 personas en su de WhatsApp. Para dirigir el desbordamiento,  formaron grupos adicionales.
Los acontecimientos trimestrales (y más) han continuamente desde entonces junio de 2017. El 26 de noviembre de 2019, el grupo incorporado como organización sin ánimo de lucro limitada por garantía con el nombre The Medical Licentiate Society of Hong Kong.
La Sociedad de Licenciados tiene doctores de LMCHK de encima 20 diferentes autorizando las jurisdicciones que incluyen (en orden por números relativos de doctores): Reino Unido,China continental, Australia, Irlanda, EE. UU., Canadá, Sudáfrica, Taipéi Chino, Singapur, Bélgica, India, Corea, Nepal, Netherland-Antillas, Nueva Zelanda, Polonia, Portugal, Rusia, Emiratos Árabes Unidos, y Venezuela.

## Propósito
Los objetivos de la Sociedad de Licenciados incluyen:
- Alimentar las necesidades de la comunidad de LMCHK a través de acontecimientos sociales y educación médica.[13]
- Representar los intereses de la comunidad de LMCHK dentro y afuera de Hong Kong.
- Apoyar los esfuerzos de los candidatos que sientan para el HKMLE, incluyendo sesiones de revisión en preparación para el examen.
- Respaldar la educación pública y el compromiso.[14]
- Promover los más altos estándares de atención médica, profesionalismo, seguridad y educación.
- Fomentar el trabajo con otros médicos y médicos y organizaciones comunitarias para alcanzar sus objetivos.[15][16]

## Gobernancia
La Sociedad de Licenciados está gobernando por el Consejo y consta de 9 Miembros de Consejo, quiénes sirven como su consejo de administración. Tres Miembros del Consejo también sirven como oficiales: Presidente, Honorary Secretario, y Honorary Tesorero.

## Afiliación
Hay 4 tipos de miembros: Completo, Asociado, Honorario, y Corporativo. Solamente los miembros Solamente miembros Completos pueden votar y ocupar cargos.

## Comités
La Sociedad de Licenciados tiene 3 comités aprobados, los cuales constan de los siguientes: Servicios de Miembro, Educación Médica, y Relaciones de Industria.